# زویزدار
زویزدار (به صربی: Zvizdar) یک روستا در صربستان است که در Ub Municipality واقع شده‌است.
 زویزدار ۱۰٫۲۷ کیلومتر مربع مساحت و ۴۹۴ نفر جمعیت دارد و ۱۶۷ متر بالاتر از سطح دریا واقع شده‌است.